# Límit (teoria de categories)
Abans de definir el límit d'un functor covariant s'ha de definir el con (en el sentit teoria de categories, de la teoria de categories) d'un functor (covariant)
F: J {\displaystyle \rightarrow } C,
ajudant-se amb el diagrama de baix, que consta de:
- Dos objectes de la categoria J: X i Y.
- Un morfisme f, d'aquesta categoria, f: X {\displaystyle \rightarrow } I
- Les imatges per F dels dos objectes X i Y.
- La "F-imatge" del morfisme f (imatge de f per F: F (f)).
- Un objecte L de la categoria C, "vèrtex" del "con".
- Els conjunts de morfismes X i Y (es diuen igual que els objectes X i Y), que consten de tots els morfismes des de L a F (X), i des de L cap a F (I).

Si l'objecte en J és X, en la definició de con que donem es diu "X" també al conjunt de fletxes que van de l'objecte L sobre el qual es fa el con cap a aquest X. A més, el con sobre l es denota així: (L, X), volent dir que es fa la col·lecció de totes les famílies de fletxes que apunten des de L, és a dir, aquests conjunts de fletxes "X" en la categoria codomini del functor F i que s'han anomenat "diverses" per a suggerir que poden ser diverses.
Un límit del functor F és llavors un "con universal". És a dir, un con (L, X) de F es diu que és un límit per al functor F si i només si per a tot altre con (N, X) de F hi ha només un morfisme o: N {\displaystyle \rightarrow } L tal que X · o = X.
És a dir, es pot dir que els morfismes X factoritzen a través de L amb la factorització única u.
La definició de colímit i de co-con és la de dalt però amb totes les fletxes en direcció inversa.